# Fierenana (Tsiroanomandidy)
Pour les articles homonymes, voir Fierenana.
Fierenana est une commune urbaine malgache située dans la partie centre-ouest de la région de Bongolava.